# Bisdom San José de Mayo

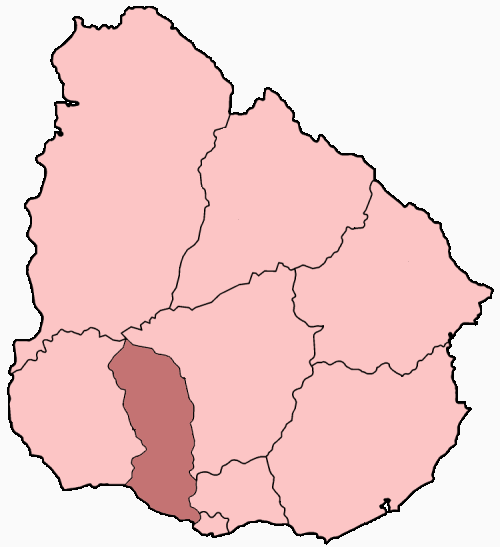
Het bisdom San José de Mayo binnen Uruguay

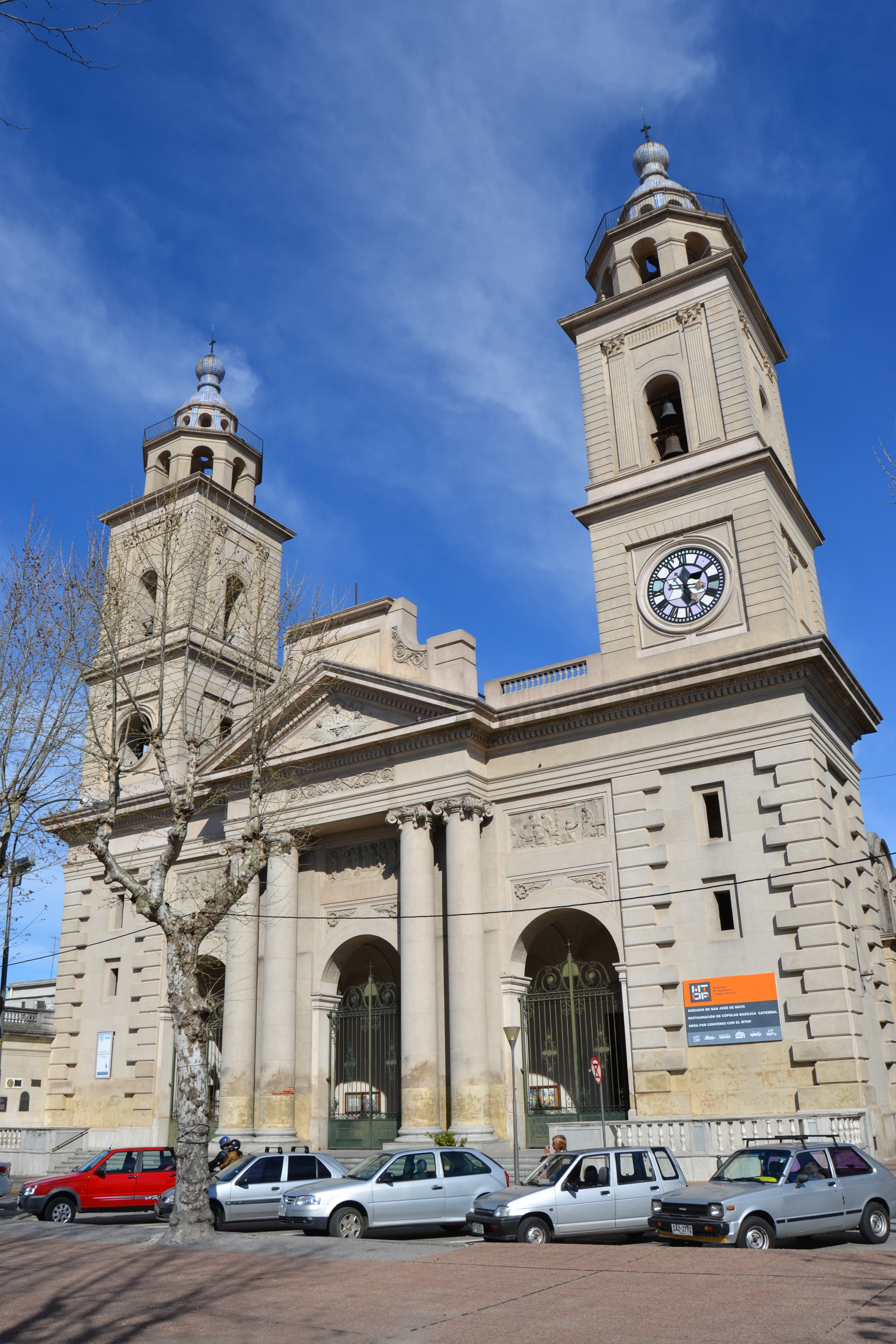
De kathedrale basiliek van San José de Mayo

Het bisdom Florida (Latijn: Dioecesis Sancti Iosephi in Uraquaria) is een rooms-katholiek bisdom met als zetel San José de Mayo in Uruguay. Het bisdom is suffragaan aan het aartsbisdom Montevideo. Het bisdom werd opgericht in 1955.
In 2020 telde het bisdom 13 parochies. Het bisdom heeft een oppervlakte van 10.136 km² en telde in 2020 151.500 inwoners waarvan 56,7% rooms-katholiek was. 

## Bisschoppen
- Luis Baccino (1955-1975)
- Herbé Seijas (1975-1983)
- Pablo Galimberti (1983-2006)
- Arturo Eduardo Fajardo Bustamante (2007-2020)
- Edgardo Fabián Antúnez-Percíncula Kaenel, S.J. (2021-)

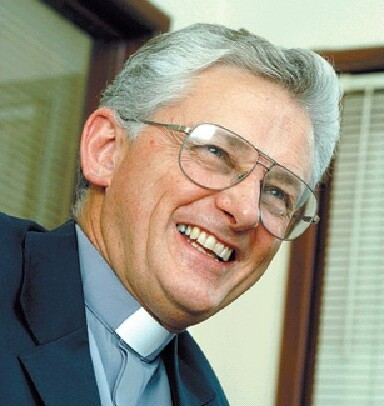
Pablo Galimberti